# 2022年美屬薩摩亞聯邦眾議員選舉
2022年美屬薩摩亞聯邦眾議員選舉將於2022年11月8日星期二舉行。